# Bietigheim-Bissingen
Bietigheim-Bissingen este un oraș din landul Baden-Württemberg, Germania, aflat la circa 20km nord de orașul Stuttgart și 20km sud de orașul Heilbron. Orașul are 42334 locuitori și este după Ludwigsburg, al doilea oraș ca mărime din zona administrativă Ludwigsburg. Bietigheim-Bissingen aparține juridic de districtul Besigheim (judecătoria Besigheim).

## Așezare geografică
Demarcarea Bietigheim-Bissingen ocupă 31 de kilometri pătrați și se află în zona naturală a "Bazinul Neckarului". Zona este străbătută de la sud-vest la nord-est de râul Enz, iar de la vest la est de râul Metter. Raul Metter se varsă pe raza orașului în Enz.
Cel mai jos punct se află pe valea râului Enz, la granița cu Besigheim, și măsoară 176 de metri deasupra nivelului mării. Cel mai înalt punct este la granița cu Ingersheim și măsoară 500 de metri deasupra nivelului mării.

## Orașul
Localitățile Bietigheim și Bissingen au fost unite în cadrul reformelor administrative din 1975 formand orașul reședință Bietigheim-Bissingen.
De orașul Bietigheim aparțineau din 1930 localitățile Metterzimmern și Waldhof, din 1960 Wilhelmshof, precum și vechile localități Ebersberg, Hegnach, Hegenau, Hofen. În Bietigheim există cartiere care încă poartă aceste nume, precum și cartiere direct în Bietigheim cu nume propriu precum: Kammgarnspinnerei, Buch, Sand, Lug sau Kreuzaecker, Ellental.
De Bissingen aparțineau localitățile Untermberg, Schellenhof, zonele de locuit Elektrizitaetswerk și Schleifmühle, fostele localități Boellingen și Remmigheim. La fel ca și la Bietigheim, cartiere cu aceste nume există și astăzi.

### Dezvoltarea orașului
Bietigheim a cunoscut mai ales în anii 1960 o creștere razantă, mai ales din cauza noilor cartiere de locuit Buch, Sand, Lug Helenenburg și Ellental, cât și din cauza sarmului oferit de centrul vechi în Bietigheim.
Bissingen, aflat la sud vest de Bietigheim, de partea dreaptă a râului Enz, sa dezvoltat în principal spre est prin cartierele Bahnhof (Gara) și Aurain, scopul fiind unirea celor două localități în jurul gării. Partea rămasă liberă între cele două localități a fost dezvoltată ca platformă industrială, pe raza orașului Bietigheim-Bissingen aflându-se multe firme locale și internaționale.
Cartierele Untermberg și Metterzimmer încă nu sunt lipite de oraș, păstrând caracteristica istorică.

### Populație
| Anul | Numărul de locuitori (Bietigheim + Bissigen) |
| ---- | -------------------------------------------- |
| 1605 | 300                                          |
| 1702 | 960                                          |
| 1803 | 2255                                         |
| 1855 | 2968                                         |
| 1871 | 6048                                         |
| 1890 | 6564                                         |
| 1900 | 7078                                         |
| 1910 | 9117                                         |
| 1925 | 9523                                         |
| 1933 | 10457                                        |
| 1939 | 12391                                        |
| 1945 | 9041                                         |
| 1950 | 17274                                        |
| 1961 | 24045                                        |
| 1970 | 32478                                        |
| 1975 | 34042                                        |
| 1980 | 34365                                        |
| 1987 | 36820                                        |
| 1995 | 40115                                        |
| 2000 | 40631                                        |
| 2005 | 42158                                        |
| 2011 | 43007                                        |
| 2014 | 42334                                        |